# Arthromeris caudata
Arthromeris caudata är en stensöteväxtart som beskrevs av Ren-Chang Ching och Amp;y.X.Lin. Arthromeris caudata ingår i släktet Arthromeris och familjen Polypodiaceae. Inga underarter finns listade.